# Associazione Calcistica Perugia Calcio 2014-2015
Questa voce raccoglie le informazioni riguardanti l'Associazione Calcistica Perugia Calcio nelle competizioni ufficiali della stagione 2014-2015.

## Stagione
Dopo nove anni trascorsi nelle categorie minori, costellati da due fallimenti societari pur a fronte di nessuna retrocessione sul campo, nella stagione 2014-2015 il Perugia torna in Serie B disputando il ventiduesimo campionato cadetto della sua storia. Confermato in panchina il tecnico Camplone, la rosa biancorossa viene invece rivoluzionata dalla partenza di molti degli artefici della promozione, vedi Scognamiglio, Vitofrancesco, Filipe, Moscati e il tandem d'attacco Eusepi-Mazzeo; ai pochi punti fermi degli anni precedenti, fra cui il portiere Koprivec, il capitano Comotto in difesa e, in mezzo al campo, Nicco e Fabinho, viene affiancato un mix composto da giovani prospetti italiani come i difensori Crescenzi e Goldaniga, i centrocampisti Fossati, Parigini e Verre, e l'attaccante Falcinelli, assieme a esperti elementi quali i mediocampista sudamericani Giacomazzi e Taddei e, a stagione iniziata, l'ala offensiva Lanzafame.

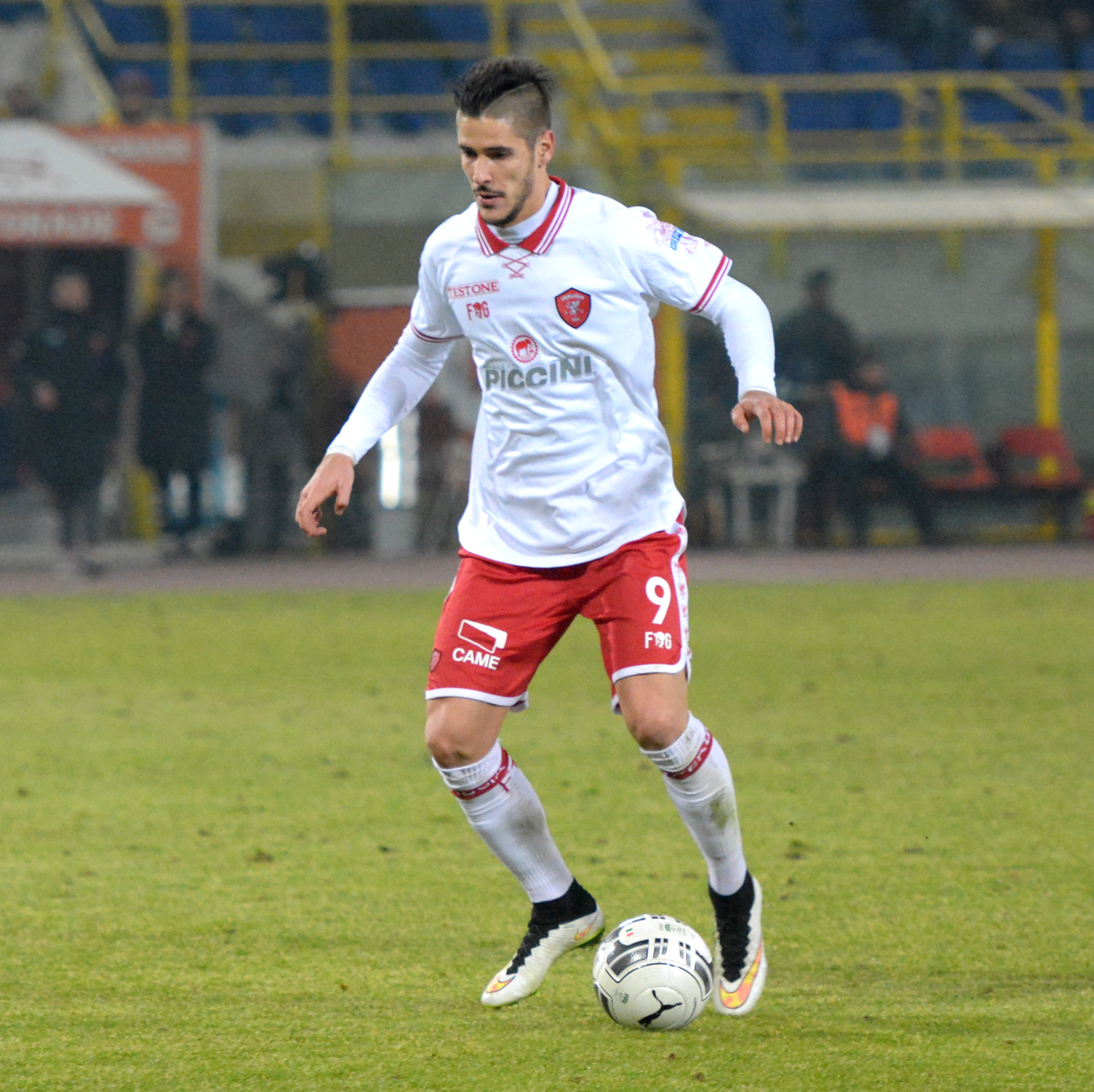
La punta Diego Falcinelli, miglior marcatore stagionale dei grifoni con 15 reti – 14 nella regular season e 1 nei play-off di Serie B.

I grifoni fanno il loro debutto stagionale il 17 agosto 2014, nel secondo turno della Coppa Italia, superando i lombardi della Feralpisalò militanti in Lega Pro; i biancorossi passano anche il turno seguente, avendo la meglio dei pari categoria dello Spezia ai supplementari, fermando il proprio cammino nella manifestazione al quarto turno, in dicembre, di fronte a una più quotata formazione di massima serie, il Verona. Frattanto, stante l'iniziale obiettivo di una salvezza tranquilla, in campionato il Perugia è invece protagonista di un avvio al di sopra delle aspettative, conquistando alla seconda giornata la testa solitaria della classifica e mantenendola poi fino ai primi di ottobre, sospinto dai gol di Falcinelli, attaccante perugino chiamato a vestire la maglia per cui ha sempre fatto il tifo, e non patendo più di tanto la prolungata assenza del carioca Fabinho, fermato da una squalifica quadrimestrale. L'inesperienza alla cadetteria dei neopromossi umbri finisce nelle settimane seguenti per far perdere posizioni alla squadra, che si mantiene tuttavia saldamente in zona play-off sino al giro di boa, quando una piccola crisi di risultati porta i biancorossi a toccare, a inizio febbraio, la quattordicesima casella della graduatoria, peggior momento dell'annata.
Il mercato di riparazione, che vede tra gli altri gli innesti del difensore Faraoni e, soprattutto, dell'attaccante Ardemagni, quest'ultimo di ritorno a Perugia dopo otto anni, contribuisce a far risalire la china alla compagine umbra: Camplone ridisegna l'undici titolare riaffidando le chiavi della porta a Koprivec, dopo che nel girone d'andata questi era stato superato nelle gerarchie dal giovane Provedel, mentre in attacco estrae l'idea del «doppio centravanti» per far coesistere al meglio due classiche prime punte quali Falcinelli e Ardemagni. Con questo rinnovato assetto i grifoni riescono a tornare in corsa per uno slot nei play-off, raggiunti matematicamente a un turno dalla conclusione. Chiusa la stagione regolare a una lusinghiera sesta piazza, i perugini si ritrovano inaspettatamente in ballo per la promozione in massima serie, accedendo ai particolari play-off a sei che mettono in palio il terzo e ultimo posto utile al salto di categoria. Accoppiati nel turno preliminare al Pescara settimo classificato, i biancorossi non riescono tuttavia a sfruttare il vantaggio del fattore campo derivato dal miglior piazzamento conseguito in campionato e, nella sfida secca del 26 maggio giocata davanti al pubblico amico del Curi, soccombono 1-2 agli abruzzesi abbandonando ogni velleità di promozione.

## Divise e sponsor
Per il terzo anno consecutivo i grifoni sfoggiano divise realizzate da Frankie Garage Sport, azienda di abbigliamento di proprietà dell'amministratore del club Massimiliano Santopadre. Come sponsor principale è confermato Officine Piccini, mentre come secondo sponsor di maglia debutta Testone; in Coppa Italia, ai due marchi sopraccitati si aggiunge Rabona Mobile come back sponsor. Le divise riprendono il taglio classico visto nella stagione precedente, realizzate con il contributo diretto dei sostenitori della curva biancorossa.
Il completo casalingo è composto da una maglietta rossa, con colletto a polo e bordini bianchi, arricchiti entrambi da sottili striscioline rosse a contrasto, dettaglio che s'ispira alle storiche divise perugine degli settanta; lo scollo è inoltre caratterizzato da una finta chiusura con laccetti. Lo stemma del club è inserito all'altezza del cuore, mentre sul entrambe le spalle, all'altezza dell'omero, sono stampati due grifoni in posizione rampante. Molto più innovativi i pantaloncini, da tradizione bianchi, ma che nella zona posteriore mostrano un'ampia fascia rossa riportante la denominazione societaria; presentano inoltre due strisce rosse ai lati che inglobano un pattern composto dalla ripetizione di tanti piccoli grifoni bianchi, e un'ulteriore bordatura rossa alla base del pantalone. I calzettoni sono infine rossi, spezzati sotto al risvolto da una fascia bianca. Stesso stile e dettagli, ma a colori invertiti, è adottato dall'uniforme da trasferta, che prevede quindi maglia bianca, pantaloncini rossi e calzettoni bianchi. La terza divisa usa anch'essa lo stesso template di base, caratterizzandosi tuttavia come un completo nero con dettagli biancorossi.
Per i portieri sono state realizzate delle divise dedicate, in vari colori, su cui spicca la presenza di un girocollo e un look globalmente più sobrio e minimale rispetto a quello visto sui giocatori di movimento; questi capi sono colorati, rispettivamente, in un canonico nero, in un blu reale tono su tono, e in un abbinamento composto da giallo e grigio.
| Casa | Trasferta | Terza divisa |

## Organigramma societario
Area direttiva
- Presidente: Massimiliano Santopadre
- Amministratore delegato: Stefano Cruciani
- Direttore generale: Mauro Lucarini

Area organizzativa
- Direttore sportivo: Roberto Goretti
- Responsabile area scouting: Marcello Pizzimenti
- Segretario generale: Ilvano Ercoli
- Team manager: Simone Rubeca
- Responsabile comunicazione: Dott. Francesco Baldoni

Area amministrazione
- Responsabile: Dott. Sandro Angelo Paiano
- Responsabile: Rag. Giancarlo Paiano
- Staff: Chiara Cinelli

Area marketing
- Responsabile marketing: Marco Santoboni
- Staff marketing: Alice Merli
- Direttore commerciale: Stefano Politelli
- Studio legale: Prof. Avv. Carlo Calvieri
- Studio legale: Avv. Gianluca Calvieri

Area tecnica
- Responsabile tecnico: Andrea Camplone
- Allenatore in seconda: Giacomo Dicara
- Collaboratore tecnico: Pasquale Domenico Rocco[15]
- Preparatore dei portieri: Marco Bonaiuti
- Preparatore atletico: Stefano Falcone
- Preparatore atletico: Andrea Mortati

Area sanitaria
- Responsabile staff sanitario: Prof. Giuliano Cerulli
- Medico sociale: Dott. Giuseppe De Angelis
- Massofisioterapista: Renzo Luchini
- Massofisioterapista: Stefano Gigli
- Fisioterapista: Fabrizio Ragusa
- Massaggiatore: Leonello Tosti

Staff
- Responsabile biglietteria: Tiziana Barbetti
- Supporters Liaison Officer: Simone Leorsini
- Magazziniere: Gino Bettucci
- Magazziniere: Fausto Maccarelli
- Custode stadio: Sergio Militi
- Manutenzione stadio: Archiplan-Lemmi
- Delegato alla sicurezza: Fabio Castellani
- Vice delegato alla sicurezza: Michele Diosono

## Rosa
Rosa aggiornata al 9 febbraio 2015.
| N. |                      | Ruolo | Calciatore           |
| -- | -------------------- | ----- | -------------------- |
| 1  | Slovenia (bandiera)  | P     | Jan Koprivec         |
| 2  | Uruguay (bandiera)   | D     | Darío Flores         |
| 2  | Italia (bandiera)    | C     | Davide Faraoni       |
| 3  | Italia (bandiera)    | D     | Alessio Lo Porto     |
| 4  | Danimarca (bandiera) | C     | Matti Lund Nielsen   |
| 5  | Italia (bandiera)    | C     | Imperio Carcione     |
| 5  | Egitto (bandiera)    | D     | Ahmed Hegazy         |
| 6  | Italia (bandiera)    | D     | Edoardo Goldaniga    |
| 7  | Italia (bandiera)    | C     | Valerio Verre        |
| 8  | Italia (bandiera)    | C     | Gianluca Nicco       |
| 9  | Italia (bandiera)    | A     | Diego Falcinelli     |
| 10 | Brasile (bandiera)   | C     | Rodrigo Taddei       |
| 11 | Brasile (bandiera)   | A     | Fabinho              |
| 12 | Italia (bandiera)    | P     | Raffaele Esposito    |
| 13 | Italia (bandiera)    | D     | Marco Rossi          |
| 15 | Italia (bandiera)    | D     | Alessandro Crescenzi |
| 17 | Italia (bandiera)    | A     | Nicolò Fazzi         |
| 18 | Italia (bandiera)    | D     | Lorenzo Del Prete    |

| N. |                           | Ruolo | Calciatore                  |
| -- | ------------------------- | ----- | --------------------------- |
| 18 | Italia (bandiera)         | C     | Giuseppe Rizzo              |
| 19 | Italia (bandiera)         | C     | Marco Fossati               |
| 20 | Italia (bandiera)         | D     | Marco Baldan                |
| 21 | Italia (bandiera)         | A     | Fabio Mazzeo                |
| 22 | Italia (bandiera)         | P     | Ivan Provedel               |
| 24 | Italia (bandiera)         | A     | Lorenzo Musto               |
| 25 | Italia (bandiera)         | D     | Gianluca Comotto (capitano) |
| 26 | Rep. Ceca (bandiera)      | A     | Michael Rabušic             |
| 27 | Italia (bandiera)         | A     | Vittorio Parigini           |
| 28 | Italia (bandiera)         | A     | Davide Lanzafame            |
| 29 | Uruguay (bandiera)        | C     | Guillermo Giacomazzi        |
| 30 | Costa d'Avorio (bandiera) | A     | Pierre Desiré Zebli         |
| 32 | Italia (bandiera)         | P     | Marco Amelia                |
| 33 | Brasile (bandiera)        | D     | Vinícius                    |
| 34 | Colombia (bandiera)       | A     | Brayan Perea                |
| 40 | Uruguay (bandiera)        | A     | Kevin Méndez                |
| 44 | Italia (bandiera)         | D     | Andrea Mantovani            |
| 45 | Italia (bandiera)         | A     | Matteo Ardemagni            |

## Calciomercato

### Sessione estiva (dal 1º/7 al 1º/9)
| Acquisti | Acquisti             | Acquisti   | Acquisti      |
| R.       | Nome                 | da         | Modalità      |
| -------- | -------------------- | ---------- | ------------- |
| P        | Ivan Provedel        | Chievo     | prestito      |
| D        | Lorenzo Del Prete    | Novara     | definitivo    |
| A        | Vittorio Parigini    | Torino     | prestito      |
| C        | Marco Fossati        | Milan      | prestito      |
| D        | Marco Baldan         | Milan      | definitivo    |
| D        | Edoardo Goldaniga    | Juventus   | prestito      |
| C        | Valerio Verre        | Udinese    | prestito      |
| C        | Nicolò Fazzi         | Fiorentina | prestito      |
| D        | Darío Flores         | Juventud   | definitivo    |
| C        | Rodrigo Taddei       |            | svincolato    |
| A        | Fabinho              | Udinese    | definitivo    |
| C        | Diego Falcinelli     | Sassuolo   | prestito      |
| A        | Lorenzo Musto        | Roma       | prestito      |
| D        | Andrea Zanchi        | Reggiana   | fine prestito |
| D        | Alessio Lo Porto     | Siena      | definitivo    |
| D        | Alessandro Crescenzi | Roma       | prestito      |
| A        | Michael Rabušic      | Verona     | prestito      |
| A        | Davide Lanzafame     |            | svincolato    |
| D        | Vinícius             | Lazio      | prestito      |
| A        | Brayan Perea         | Lazio      | prestito      |
| A        | Pierre Desiré Zebli  | Inter      | prestito      |

| Cessioni | Cessioni                 | Cessioni    | Cessioni      |
| R.       | Nome                     | a           | Modalità      |
| -------- | ------------------------ | ----------- | ------------- |
| P        | Robert Stillo            | Parma       | fine prestito |
| D        | Alberto Barison          | Padova      | fine prestito |
| D        | Andrea Conti             | Atalanta    | fine prestito |
| D        | Manuel Daffara           | Catanzaro   | prestito      |
| D        | Leonardo Massoni         | Monza       | prestito      |
| D        | Gennaro Scognamiglio     | Parma       | fine prestito |
| D        | Simone Sini              | Roma        | fine prestito |
| C        | Jonathan Bijimine        | Barletta    | fine prestito |
| C        | Marco Moscati            | Livorno     | fine prestito |
| C        | Giulio Sanseverino       | Palermo     | fine prestito |
| C        | Ferdinando Vitofrancesco |             | svincolato    |
| A        | Umberto Eusepi           | Varese      | fine prestito |
| A        | Ezekiel Henty            | Milan       | fine prestito |
| A        | Roberto Insigne          | Napoli      | fine prestito |
| A        | Mattia Sprocati          | Parma       | fine prestito |
| D        | Andrea Zanchi            | Tuttocuoio  | prestito      |
| D        | Michele Franco           | Salernitana | prestito      |
| C        | Filipe Gomes Ribeiro     | Lecce       | prestito      |

### Sessione invernale (dal 5/1 al 2/2)
| Acquisti | Acquisti           | Acquisti   | Acquisti   |
| R.       | Nome               | da         | Modalità   |
| -------- | ------------------ | ---------- | ---------- |
| A        | Kevin Méndez       | Roma       | prestito   |
| C        | Matti Lund Nielsen | Pescara    | prestito   |
| D        | Andrea Mantovani   |            | svincolato |
| D        | Ahmed Hegazy       | Fiorentina | prestito   |
| A        | Matteo Ardemagni   | Atalanta   | prestito   |
| C        | Davide Faraoni     | Udinese    | prestito   |
| C        | Giuseppe Rizzo     | Reggina    | prestito   |

| Cessioni | Cessioni          | Cessioni    | Cessioni      |
| R.       | Nome              | a           | Modalità      |
| -------- | ----------------- | ----------- | ------------- |
| P        | Raffaele Esposito | Salernitana | definitivo    |
| D        | Darío Flores      | Matera      | definitivo    |
| A        | Brayan Perea      | Lazio       | fine prestito |
| D        | Marco Rossi       | Varese      | prestito      |
| A        | Michael Rabušic   | Verona      | fine prestito |
| D        | Lorenzo Del Prete | Catania     | definitivo    |

### Operazioni esterne alle sessioni
| Acquisti | Acquisti     | Acquisti | Acquisti   |
| R.       | Nome         | da       | Modalità   |
| -------- | ------------ | -------- | ---------- |
| P        | Marco Amelia |          | svincolato |

| Cessioni | Cessioni         | Cessioni | Cessioni    |
| R.       | Nome             | a        | Modalità    |
| -------- | ---------------- | -------- | ----------- |
| C        | Imperio Carcione | Arezzo   | definitivo  |
| A        | Fabio Mazzeo     |          | rescissione |

## Risultati

### Serie B

#### Girone di andata
| Arbitro: | Gavillucci (Latina) |

|                          |           |                  |
| Verre 64’ Falcinelli 85’ | Marcatori | 88’ (rig.) Cacia |

| Arbitro: | Pasqua (Tivoli) |

|  |           |                              |
|  | Marcatori | 28’ Falcinelli 76’ Del Prete |

| Arbitro: | Mariani (Aprilia) |

|                |           |  |
| Falcinelli 80’ | Marcatori |  |

| Arbitro: | Nasca (Bari) |

|                                |           |                 |
| Taddei 8’ (rig.) Del Prete 76’ | Marcatori | 19’, 26’ Ragusa |

| Modena 23 settembre 2014, ore 20:30 CEST 5ª giornata | Modena           | 0 – 0 referto | Perugia | Stadio Alberto Braglia (5 739 spett.)\| Arbitro: \| Pinzani (Empoli) \| |
| Arbitro:                                             | Pinzani (Empoli) |               |         |                                                                         |

| Arbitro: | Pairetto (Nichelino) |

|                   |           |  |
| Taddei 79’ (rig.) | Marcatori |  |

| Arbitro: | Fabbri (Ravenna) |

|                       |           |  |
| Šitum 14’ Cisotti 86’ | Marcatori |  |

| Arbitro: | Minelli (Varese) |

|  |           |             |
|  | Marcatori | 89’ Dionisi |

| Arbitro: | Pezzuto (Lecce) |

|                  |           |           |
| Gatto 70’ (rig.) | Marcatori | 52’ Perea |

| Vercelli 25 ottobre 2014, ore 15:00 CEST 10ª giornata | Pro Vercelli        | 0 – 0 referto | Perugia | Stadio Silvio Piola (3 210 spett.)\| Arbitro: \| Merchiori (Ferrara) \| |
| Arbitro:                                              | Merchiori (Ferrara) |               |         |                                                                         |

| Perugia 28 ottobre 2014, ore 20:30 CET 11ª giornata | Perugia         | 0 – 0 referto | Avellino | Stadio Renato Curi (11 019 spett.)\| Arbitro: \| La Penna (Roma) \| |
| Arbitro:                                            | La Penna (Roma) |               |          |                                                                     |

| Arbitro: | Di Paolo (Avezzano) |

|                                |           |                  |
| Torregrossa 59’ De Giorgio 83’ | Marcatori | 45’ (aut.) Gigli |

| Arbitro: | Chiffi (Padova) |

|                             |           |               |
| Falcinelli 13’ Parigini 34’ | Marcatori | 25’ Sansovini |

| Arbitro: | Mariani (Aprilia) |

|             |           |              |
| Miracoli 6’ | Marcatori | 75’ Parigini |

| Arbitro: | Gavillucci (Latina) |

|                                    |           |                          |
| Parigini 22’ Falcinelli 63’ (rig.) | Marcatori | 25’ Božinov 80’ Avenatti |

| Livorno 29 novembre 2014, ore 15:00 CET 16ª giornata | Livorno            | 0 – 0 referto | Perugia | Stadio Armando Picchi (6 282 spett.)\| Arbitro: \| Baracani (Firenze) \| |
| Arbitro:                                             | Baracani (Firenze) |               |         |                                                                          |

| Perugia 6 dicembre 2014, ore 15:00 CET 17ª giornata | Perugia          | 0 – 0 referto | Latina | Stadio Renato Curi (9 163 spett.)\| Arbitro: \| Maresca (Napoli) \| |
| Arbitro:                                            | Maresca (Napoli) |               |        |                                                                     |

| Arbitro: | Candussio (Cervignano del Friuli) |

|                       |           |                              |
| Vidanov 16’ Basso 41’ | Marcatori | 48’ Goldaniga 79’ Falcinelli |

| Arbitro: | Abbattista (Molfetta) |

|                            |           |                            |
| Falcinelli 34’ Fossati 54’ | Marcatori | 26’ Memushaj 90+2’ Maniero |

| Arbitro: | Di Paolo (Avezzano) |

|                                                 |           |  |
| Pasciuti 27’ Mbakogu 52’ Struna 58’ Inglese 90’ | Marcatori |  |

| Arbitro: | Manganiello (Pinerolo) |

|                                        |           |             |
| Falcinelli 37’ Fossati 49’ Verre 90+3’ | Marcatori | 62’ Coralli |

#### Girone di ritorno
| Arbitro: | Pezzuto (Lecce) |

|                          |           |            |
| Cacia 38’ G. Sansone 79’ | Marcatori | 85’ Taddei |

| Arbitro: | Fabbri (Ravenna) |

|                |           |             |
| Giacomazzi 72’ | Marcatori | 12’ De Luca |

| Arbitro: | Baracani (Firenze) |

|                        |           |  |
| Maniero 22’ Calaiò 51’ | Marcatori |  |

| Arbitro: | La Penna (Roma) |

|                     |           |               |
| Cocco 47’, 58’, 73’ | Marcatori | 24’ Lanzafame |

| Arbitro: | Saia (Palermo) |

|                     |           |  |
| Verre 44’ Fazzi 78’ | Marcatori |  |

| Arbitro: | Chiffi (Padova) |

|             |           |                              |
| Tonucci 39’ | Marcatori | 47’ Ardemagni 76’ Falcinelli |

| Arbitro: | Mariani (Aprilia) |

|                         |           |                      |
| Verre 38’ Ardemagni 44’ | Marcatori | 52’ (aut.) Goldaniga |

| Arbitro: | Maresca (Napoli) |

|                       |           |             |
| Dionisi 15’ Frara 78’ | Marcatori | 84’ Faraoni |

| Perugia 7 marzo 2015, ore 15:00 CET 30ª giornata | Perugia             | 0 – 0 referto | Virtus Lanciano | Stadio Renato Curi (9.166 spett.)\| Arbitro: \| Di Paolo (Avezzano) \| |
| Arbitro:                                         | Di Paolo (Avezzano) |               |                 |                                                                        |

| Arbitro: | Ghersini (Genova) |

|                                                  |           |                       |
| Bani 19’ (aut.) Fossati 55’ (rig.) Ardemagni 67’ | Marcatori | 78’ Coly 89’ Sprocati |

| Arbitro: | Pairetto (Nichelino) |

|            |           |                       |
| Trotta 28’ | Marcatori | 85’, 90+1’ Falcinelli |

| Perugia 29 marzo 2015, ore 12:30 CET 33ª giornata | Perugia          | 0 – 0 referto | Crotone | Stadio Renato Curi (10 935 spett.)\| Arbitro: \| Minelli (Varese) \| |
| Arbitro:                                          | Minelli (Varese) |               |         |                                                                      |

| Arbitro: | Abisso (Palermo) |

|  |           |                              |
|  | Marcatori | 35’ Ardemagni 78’ Falcinelli |

| Arbitro: | Aureliano (Bologna) |

|                         |           |  |
| Goldaniga 44’ Verre 73’ | Marcatori |  |

| Terni 18 aprile 2015, ore 15:00 CEST 36ª giornata | Ternana           | 0 – 0 referto | Perugia | Stadio Libero Liberati (11 840 spett.)\| Arbitro: \| Mariani (Aprilia) \| |
| Arbitro:                                          | Mariani (Aprilia) |               |         |                                                                           |

| Arbitro: | Pasqua (Tivoli) |

|             |           |             |
| Fabinho 82’ | Marcatori | 11’ Jelenič |

| Latina 28 aprile 2015, ore 15:00 CEST 38ª giornata | Latina                 | 0 – 0 referto | Perugia | Stadio Domenico Francioni (3 390 spett.)\| Arbitro: \| Manganiello (Pinerolo) \| |
| Arbitro:                                           | Manganiello (Pinerolo) |               |         |                                                                                  |

| Arbitro: | Merchiori (Ferrara) |

|                      |           |  |
| Falcinelli 4’ (rig.) | Marcatori |  |

| Arbitro: | Abbattista (Molfetta) |

|                             |           |                             |
| Memushaj 56’ Melchiorri 59’ | Marcatori | 68’ Ardemagni 73’ Goldaniga |

| Arbitro: | Saia (Palermo) |

|                             |           |  |
| Ardemagni 7’ Falcinelli 13’ | Marcatori |  |

| Arbitro: | Di Paolo (Avezzano) |

|  |           |                          |
|  | Marcatori | 58’ Fabinho 88’ Parigini |

#### Play-off
| Arbitro: | Fabbri (Ravenna) |

|               |           |                                   |
| Goldaniga 52’ | Marcatori | 62’ Politano 74’ (rig.) Bjarnason |

### Coppa Italia
| Arbitro: | Baracani (Firenze) |

|                                    |           |  |
| Taddei 79’ (rig.) Falcinelli 90+4’ | Marcatori |  |

| Arbitro: | Russo (Nola) |

|                          |           |            |
| Rabušic 85’ Parigini 93’ | Marcatori | 25’ Ebagua |

| Arbitro: | Cervellera (Taranto) |

|                    |           |  |
| Saviola 17’ (rig.) | Marcatori |  |

## Statistiche
Statistiche aggiornate al 27 settembre 2014.

### Statistiche di squadra
| Competizione | Punti | In casa | In casa | In casa | In casa | In casa | In casa | In trasferta | In trasferta | In trasferta | In trasferta | In trasferta | In trasferta | Totale | Totale | Totale | Totale | Totale | Totale | DR  |
| Competizione | Punti | G       | V       | N       | P       | Gf      | Gs      | G            | V            | N            | P            | Gf           | Gs           | G      | V      | N      | P      | Gf     | Gs     | DR  |
| ------------ | ----- | ------- | ------- | ------- | ------- | ------- | ------- | ------------ | ------------ | ------------ | ------------ | ------------ | ------------ | ------ | ------ | ------ | ------ | ------ | ------ | --- |
| Serie B      | 66    | 21      | 11      | 9       | 1       | 29      | 15      | 21           | 5            | 9            | 7            | 20           | 25           | 42     | 16     | 18     | 8      | 49     | 40     | +9  |
| Coppa Italia | -     | 2       | 2       | 0       | 0       | 4       | 1       | 1            | 0            | 0            | 1            | 0            | 1            | 3      | 2      | 0      | 1      | 4      | 2      | +2  |
| Totale       | 66    | 23      | 13      | 9       | 1       | 33      | 16      | 22           | 5            | 9            | 8            | 20           | 26           | 45     | 18     | 18     | 9      | 53     | 42     | +11 |

### Andamento in campionato
| Giornata  | 1 | 2 | 3 | 4 | 5 | 6 | 7 | 8 | 9 | 10 | 11 | 12 | 13 | 14 | 15 | 16 | 17 | 18 | 19 | 20 | 21 | 22 | 23 | 24 | 25 | 26 | 27 | 28 | 29 | 30 | 31 | 32 | 33 | 34 | 35 | 36 | 37 | 38 | 39 | 40 | 41 | 42 |
| --------- | - | - | - | - | - | - | - | - | - | -- | -- | -- | -- | -- | -- | -- | -- | -- | -- | -- | -- | -- | -- | -- | -- | -- | -- | -- | -- | -- | -- | -- | -- | -- | -- | -- | -- | -- | -- | -- | -- | -- |
| Luogo     | C | T | C | C | T | C | T | C | T | T  | C  | T  | C  | T  | C  | T  | C  | T  | C  | T  | C  | T  | C  | T  | T  | C  | T  | C  | T  | C  | C  | T  | C  | T  | C  | T  | C  | T  | C  | T  | C  | T  |
| Risultato | V | V | V | N | N | V | P | P | N | N  | N  | P  | V  | N  | N  | N  | N  | N  | N  | P  | V  | P  | N  | P  | P  | V  | V  | V  | P  | N  | V  | V  | N  | V  | V  | N  | N  | N  | V  | N  | V  | V  |
| Posizione | 3 | 1 | 1 | 1 | 1 | 1 | 1 | 4 | 6 | 7  | 8  | 10 | 9  | 9  | 8  | 9  | 9  | 9  | 11 | 12 | 10 | 11 | 12 | 13 | 14 | 11 | 10 | 9  | 10 | 10 | 10 | 9  | 9  | 8  | 5  | 5  | 5  | 7  | 6  | 6  | 6  | 6  |

Fonte:  Serie B – Classifiche, su sport.sky.it. URL consultato l'8 agosto 2014 (archiviato dall'url originale l'11 settembre 2014).
Legenda:

Luogo: C = Casa; T = Trasferta. Risultato: V = Vittoria; N = Pareggio; P = Sconfitta.

#### Classifica in divenire
| 1ª | 2ª | 3ª | 4ª | 5ª | 6ª | 7ª | 8ª | 9ª | 10ª | 11ª | 12ª | 13ª | 14ª | 15ª | 16ª | 17ª | 18ª | 19ª | 20ª | 21ª | 22ª | 23ª | 24ª | 25ª | 26ª | 27ª | 28ª | 29ª | 30ª | 31ª | 32ª | 33ª | 34ª | 35ª | 36ª | 37ª | 38ª | 39ª | 40ª | 41ª | 42ª |
| -- | -- | -- | -- | -- | -- | -- | -- | -- | --- | --- | --- | --- | --- | --- | --- | --- | --- | --- | --- | --- | --- | --- | --- | --- | --- | --- | --- | --- | --- | --- | --- | --- | --- | --- | --- | --- | --- | --- | --- | --- | --- |
| 3  | 6  | 9  | 10 | 11 | 14 | 14 | 14 | 15 | 16  | 17  | 17  | 20  | 21  | 22  | 23  | 24  | 25  | 26  | 26  | 29  | 29  | 30  | 30  | 30  | 33  | 36  | 39  | 39  | 40  | 43  | 46  | 47  | 50  | 53  | 54  | 55  | 56  | 59  | 60  | 63  | 66  |

### Statistiche dei giocatori
| Giocatore     | Serie B  | Serie B | Serie B     | Serie B    | Coppa Italia | Coppa Italia | Coppa Italia | Coppa Italia | Totale   | Totale | Totale      | Totale     |
| Giocatore     | Presenze | Reti    | Ammonizioni | Espulsioni | Presenze     | Reti         | Ammonizioni  | Espulsioni   | Presenze | Reti   | Ammonizioni | Espulsioni |
| ------------- | -------- | ------- | ----------- | ---------- | ------------ | ------------ | ------------ | ------------ | -------- | ------ | ----------- | ---------- |
| M. Baldan     | 0        | 0       | 0           | 0          | 0            | 0            | 0            | 0            | 0        | 0      | 0           | 0          |
| I. Carcione   | 0        | 0       | 0           | 0          | 0            | 0            | 0            | 0            | 0        | 0      | 0           | 0          |
| G. Comotto    | 5        | 0       | 2           | 1          | 2            | 0            | 1            | 0            | 7        | 0      | 3           | 1          |
| A. Crescenzi  | 6        | 0       | 0           | 0          | 2            | 0            | 0            | 0            | 8        | 0      | 0           | 0          |
| L. Del Prete  | 6        | 2       | 0           | 0          | 1            | 0            | 0            | 0            | 7        | 2      | 0           | 0          |
| R. Esposito   | 0        | 0       | 0           | 0          | 0            | 0            | 0            | 0            | 0        | 0      | 0           | 0          |
| Fabinho       | 2        | 0       | 0           | 0          | 0            | 0            | 0            | 0            | 2        | 0      | 0           | 0          |
| D. Falcinelli | 6        | 3       | 1           | 0          | 2            | 1            | 1            | 0            | 8        | 4      | 2           | 0          |
| N. Fazzi      | 6        | 0       | 1           | 0          | 2            | 0            | 0            | 0            | 8        | 0      | 1           | 0          |
| D. Flores     | 0        | 0       | 0           | 0          | 1            | 0            | 0            | 0            | 1        | 0      | 0           | 0          |
| M. Fossati    | 4        | 0       | 0           | 0          | 2            | 0            | 0            | 0            | 6        | 0      | 0           | 0          |
| G. Giacomazzi | 5        | 0       | 2           | 0          | 1            | 0            | 0            | 0            | 6        | 0      | 2           | 0          |
| E. Goldaniga  | 6        | 0       | 2           | 0          | 2            | 0            | 1            | 0            | 8        | 0      | 3           | 0          |
| J. Koprivec   | 0        | 0       | 0           | 0          | 1            | 0            | 0            | 0            | 1        | 0      | 0           | 0          |
| A. Lo Porto   | 0        | 0       | 0           | 0          | 1            | 0            | 0            | 0            | 1        | 0      | 0           | 0          |
| F. Mazzeo     | 0        | 0       | 0           | 0          | 0            | 0            | 0            | 0            | 0        | 0      | 0           | 0          |
| L. Musto      | 0        | 0       | 0           | 0          | 0            | 0            | 0            | 0            | 0        | 0      | 0           | 0          |
| G. Nicco      | 1        | 0       | 0           | 0          | 0            | 0            | 0            | 0            | 1        | 0      | 0           | 0          |
| V. Parigini   | 5        | 0       | 0           | 0          | 2            | 1            | 0            | 0            | 7        | 1      | 0           | 0          |
| B. Perea      | 1        | 0       | 0           | 0          | 0            | 0            | 0            | 0            | 1        | 0      | 0           | 0          |
| I. Provedel   | 6        | -3      | 0           | 0          | 1            | -1           | 0            | 0            | 7        | -4     | 0           | 0          |
| M. Rabušic    | 6        | 0       | 1           | 0          | 2            | 1            | 0            | 0            | 8        | 1      | 1           | 0          |
| M. Rossi      | 3        | 0       | 0           | 0          | 1            | 0            | 1            | 0            | 4        | 0      | 1           | 0          |
| R. Taddei     | 6        | 2       | 2           | 0          | 2            | 1            | 0            | 0            | 8        | 3      | 2           | 0          |
| V. Verre      | 6        | 1       | 3           | 0          | 2            | 0            | 0            | 0            | 8        | 1      | 3           | 0          |
| Vinícius      | 3        | 0       | 0           | 0          | 0            | 0            | 0            | 0            | 3        | 0      | 0           | 0          |
| P. Zebli      | 1        | 0       | 0           | 0          | 0            | 0            | 0            | 0            | 1        | 0      | 0           | 0          |

## Giovanili

### Organigramma societario
- Direttore generale, responsabile scuola calcio, direttore progetto "Academy": Mauro Lucarini
- Responsabile area tecnica: Roberto Goretti
- Responsabile area scouting: Marcello Pizzimenti
- Responsabile settore giovanile: Mirko Vagnoli
- Segretario settore giovanile: Simone Ottaviani
- Segreteria settore giovanile: Eleonora Massetti
- Responsabile organizzativo settore giovanile: Francesco M. Gaudenzi
- Responsabile osservatori: Sergio Filipponi
- Responsabile osservatori Lazio: Maurizio Valeri
- Segreteria scuola calcio: Daniela Zampini
- Coordinatore tecnico scuola calcio, responsabile tecnico "Academy": Paolo Damiani
- Responsabile tecnico "Academy" Centro-Sud: Mauro Cecchetti